# Elio Rinero
Elio Rinero (Beinasco, 8 aprile 1947) è un allenatore di calcio ed ex calciatore italiano, di ruolo centrocampista.

## Carriera

### Giocatore
Dopo l'esordio in Serie A a venti anni con la maglia della Juventus (5 presenze nel vittorioso campionato 1966-1967), centra, in prestito dai bianconeri, due promozioni consecutive in Serie A con Hellas Verona (stagione 1967-1968) e Lazio (stagione 1968-1969).
Nel 1969 torna alla Juventus, dove disputa un incontro in Serie A, per poi venire ceduto, nella sessione autunnale del calciomercato, al Genoa in Serie B venendo coinvolto nell'annata dei liguri conclusa con la retrocessione per la prima volta nella loro storia in Serie C. Rinero resta comunque in cadetteria disputando la stagione 1970-1971 con la Reggina.
Nel 1971 approdò alla SPAL di Paolo Mazza in Serie C. Con l'arrivo di Mario Caciagli sulla panchina dei biancoazzurri, fu tra i protagonisti della vittoria del campionato 1972-1973.
Passò poi alla Salernitana, e si riacutizzarono allora alcuni malesseri fisici già riscontrati in precedenza che resero dense d'intoppi le ultime due esperienze della sua carriera, con Alessandria e Bari.
In carriera ha totalizzato complessivamente 6 presenze in Serie A e 104 presenze e 4 reti in Serie B.

### Allenatore
Ha allenato per una stagione il Bra in Promozione, il massimo livello regionale dell'epoca.

## Palmarès

### Giocatore

#### Competizioni nazionali
- Campionato italiano: 1

Juventus: 1966-1967
- Campionato italiano di Serie B: 1

Lazio: 1968-1969
- Campionato italiano Serie C: 2

SPAL: 1972-1973
Bari: 1976-1977